# Franck Meyer Robredo
Franck Meyer Robredo (nacido el 22 de abril de 2004) es un atleta mexicano conocido por las carreras en el automovilismo y los ultramaratones. Es el mexicano más joven en completar el Maratón des Sables, una carrera de 252 kilómetros en el desierto del Sahara.

## Educación y primeros años
Franck Meyer nació en la Ciudad de México, donde desde muy joven mostró interés por los deportes de motor y de resistencia. Actualmente estudia Dirección Financiera en el Instituto Tecnológico Autónomo de México (ITAM).

## Carrera
En 2021, Meyer ganó el campeonato de Skusa México en la categoría KZ1 Shifter Kart. Fue seleccionado para entrenarse en la Richard Mille Young Talent Academy en España, enfocándose en carreras de Fórmula 4.
En 2024, Meyer completó el Maratón des Sables, cubriendo 252 kilómetros en el desierto del Sahara en un tiempo de 41 horas y 13 minutos.

## Logros
| Año  | Evento                                     | Disciplina        | Ubicación | Resultado                                                 | Ref                                       |
| ---- | ------------------------------------------ | ----------------- | --------- | --------------------------------------------------------- | ----------------------------------------- |
| 2021 | Skusa México                               | Karting           | México    | Campeón nacional en categoría KZ1 Shifter Kart            | [ 5 ]                                     |
| 2021 | Academia de Jóvenes Talentos Richard Mille | Deportes de motor | España    | Participante en el programa de entrenamiento de Fórmula 4 |                                           |
| 2023 | Maratón des Sables                         | Ultramaratón      | Marruecos | Recorrió 252 kilómetros en 41 horas y 13 minutos          | [ 18 ] [ 16 ] [ 19 ] [ 20 ] [ 21 ] [ 22 ] |